# Jaroslav Bláha
Jaroslav Bláha (* 4. Januar 1952 in Brno) ist ein ehemaliger tschechoslowakischer Radrennfahrer und nationaler Meister im Radsport.

## Sportliche Laufbahn
Bláha war Bahnradfahrer. 1974, 1977 sowie 1981 bis 1983 und 1986 gewann er die nationale Meisterschaft im Steherrennen. Im Zweier-Mannschaftsfahren holte er 1982 den Titel mit Jiří Mikšík als Partner.
1978 gewann Bláha gemeinsam mit Vladimír Vačkář das Sechstagerennen von Brno für Amateure.
Im Straßenradsport konnte er 1973 die Lidice-Rundfahrt mit einem Etappensieg gewinnen.